# New Americana
"New Americana" é uma canção da cantora estadunidense Halsey, gravada para o seu álbum de estreia Badlands. A canção foi escrita pela própria intérprete juntamente de Kalkutta, Larzz Principato e James Mtume, enquanto sua produção ficou a cargo de Lido. Descrita como pop alternativo e electropop, a canção descreve a normalização dos aspectos da contracultura, incluindo o uso recreativo de drogas. O seu lançamento como segundo single do trabalho ocorreu em 10 de julho de 2015 através das gravadoras Astralwerks e Capitol Records.

## Antecedentes
A canção encontra Halsey louvando o individualismo e inconformada com as regras dos outros a respeito de como as coisas devem ser feitas. Halsey disse como sua diversa visão de mundo foi inspirada pelos diferentes gostos musicais de seus pais. Com a idade de nove anos, a cantora explicou, que ela estava ouvindo CDs de 2Pac de seu pai e CDs do Nirvana de sua mãe. "Eu estava exposta a diferentes culturas, diferentes esferas da vida, ideias diferentes, de modo que quanto mais velha eu ficava, menos isso me assustava," ela continuou, "E quanto menos chocada eu estava, mais aberta à diversidade eu era. Eu acho que a música tem incutido essa ideologia nesta geração."

## Composição
"New Americana" é uma canção midtempo de pop alternativo e electropop. De acordo com a partitura digital publicada por Alfred Publishing Co., Inc., a canção é composta na chave de mi bemol maior com um ritmo aproximado de 87 batidas por minuto e um alcance vocal de B♭3-C5. A faixa também inclui uma amostra de "Juicy" de The Notorious B.I.G.. A voz de Halsey é mergulhada no refrão, que foi inspirado no hit de tema semelhante de Pink Floyd, "Another Brick in the Wall".

## Recepção da crítica
"New Americana" recebeu avaliações mistas dos críticos. A canção recebeu uma recepção calorosa dos programadores de rádio, com D.J. Zane Lowe da Apple Beats Music dizendo de Halsey que "há um novo ícone por aqui", e que a canção era "grande". A canção foi rotulada pela crítica, incluindo Billboard, USA Today, e The New York Times, como um "hino geracional" para geração do milênio.
Green Baron de Sputnikmusic, no entanto, classificou a canção de Halsey como a "pior incursão no mundo de composição", e classificou as letras como "incrivelmente forçadas". Nathan Reese do Pitchfork ficou igualmente convencido com a letra da canção, e descreve a música como "plástica" e superficial onde se destina a ser inspirador.

## Vídeo musical
Em 18 de setembro de 2015, Halsey revelou via Instagram um teaser do vídeo de "New Americana". Em 25 de setembro de 2015, o vídeo oficial do single estreou na MTV, e foi postado no nas contas oficiais de Halsey nas plataformas YouTube e Vevo pouco tempo depois. O cenário distópico do vídeo foi comparado com o da série Jogos Vorazes.

## Performances ao vivo
Halsey apresentou a canção ao vivo em agosto e outubro de 2015 nos talk shows Jimmy Kimmel Live! e The Late Show with Stephen Colbert, respectivamente.

## Desempenho nas tabelas musicais

### Posições
| Tabela musical (2015)                 | Melhor posição |
| ------------------------------------- | -------------- |
| Canadá (Canadian Hot 100)             | 57             |
| Eslováquia (Singles Digitál Top 100)  | 41             |
| Estados Unidos (Billboard Hot 100)    | 60             |
| Estados Unidos (Alternative Songs)    | 18             |
| Estados Unidos (Mainstream Top 40)    | 40             |
| Estados Unidos (Rock Airplay)         | 27             |
| Irlanda (IRMA)                        | 89             |
| Itália (FIMI)                         | 39             |
| Reino Unido (Official Charts Company) | 184            |
| Chéquia (Singles Digitál Top 100)     | 39             |

## Histórico de lançamento
| Região         | Data                   | Formato                 | Gravadora           |
| -------------- | ---------------------- | ----------------------- | ------------------- |
| Estados Unidos | 10 de julho de 2015    | Download digital        | Astralwerks         |
| Estados Unidos | 20 de julho de 2015    | Modern rock             | Astralwerks Capitol |
| Estados Unidos | 21 de setembro de 2015 | Adult album alternative | Astralwerks Capitol |